# 黄鸣鹤
黄鸣鹤，四川郫县人，是一名清朝政治人物。
黄鸣鹤曾于1727年接替艾元复任金山县知县一职，1728年由肖廷瑞接任。